# Dufur
Dufur es una ciudad ubicada en el condado de Wasco en el estado estadounidense de Oregón. En el año 2000 tenía una población de 588 habitantes y una densidad poblacional de 391.4 personas por km².

## Geografía
Dufur se encuentra ubicada en las coordenadas 45°27′12″N 121°7′38″O / 45.45333, -121.12722.

## Demografía
Según la Oficina del Censo en 2000 los ingresos medios por hogar en la localidad eran de $37,500 y los ingresos medios por familia eran $41,667. Los hombres tenían unos ingresos medios de $34,375 frente a los $19,792 para las mujeres. La renta per cápita para la localidad era de $17,615. Alrededor del 8.3% de la población estaban por debajo del umbral de pobreza.

## Localidades adyacentes
Diagrama de las localidades a un radio de 27 km a la redonda de Long Neck. 